# Čechy
Čechy (latinsky Bohemia, německy Böhmen, polsky Czechy) jsou region na západě České republiky. Dříve byly jako království centrem Koruny české. Kořen slova Čech pravděpodobně odpovídá významu člověk. Latinský ekvivalent Bohemia, původně Boiohaemum (doslova „země Bójů“), jenž časem ovlivnil i názvy v jiných jazycích, je odvozen od keltského kmene Bójů, kteří na tomto území žili od 4. do 1. století př. n. l. Čechy na západě hraničí s Německem, resp. Bavorskem a Saskem, na jihu s Rakouskem, na východě s Moravou a na severu s Polskem, resp. Slezskem. Geograficky jsou ze severu, západu i jihu ohraničeny řetězem hor, z nichž nejvyšší jsou Krkonoše, v nichž se nalézá i nejvyšší hora Čech Sněžka. Nejdůležitější řeky jsou Labe a Vltava, přičemž kolem Labe se rozprostírá úrodná Polabská nížina. Hlavní a největší město Čech je Praha, k dalším důležitým městům patří například Plzeň, Karlovy Vary, Kladno, Ústí nad Labem, Liberec, Hradec Králové, Pardubice a České Budějovice, zčásti na historickém území Čech leží také Jihlava.
Čechy se staly po zániku Velkomoravské říše (~907) politickým centrem česko-moravsko-slezského prostoru. Po roce 1019 (či 1029) k nim byla vojensky připojena Morava, poté přibylo Slezsko, obojí Lužice a později i Česká Falc a Braniborsko. Karel IV. scelil 7. dubna 1348 tato území do útvaru nové kvality: zemí Koruny české. Tím vliv i územní rozsah Čech zmenšil, protože ostatní území nebyla už pouhými částmi Českého království, ale částečně autonomními členy Koruny. Čechám však bylo vyhrazeno ústřední postavení „hlavy“. Od správních reforem Marie Terezie z roku 1749 však Koruna česká přestala prakticky existovat a vazby mezi jejími zeměmi byly oslabovány posilováním vlivu vídeňského centra Habsburské říše.
Se zánikem Rakousko-Uherska zaniklo i České království, ale Čechy do roku 1948 zůstaly jako země Česká i nadále správním celkem v rámci nově vzniklého Československa. Pak se území Československa rozdělilo na kraje a Čechy jako správní jednotka zanikly. Dodnes jsou však vnímány jako svébytný kulturní celek. Po poválečném vysídlení Čechů německé národnosti, kteří do roku 1945 v některých regionech převažovali, zde žije obyvatelstvo většinově mluvící českými nářečími a hlásící se k české národnosti.

## Území
Od roku 2000 jsou Čechy rozděleny mezi kraje Jihočeský (většina území kraje kromě zhruba třetiny okresu Jindřichův Hradec, jež patřila k Moravě), Karlovarský (celé území kraje), Královéhradecký (celé území kraje s výjimkou pozemků v katastru Pece pod Sněžkou patřících původně k polské části Slezska), Liberecký (celé území kraje s výjimkou pozemků v katastrech Harrachova a Kořenova patřících původně k polské části Slezska), Pardubický (mimo přibližně polovinu okresu Svitavy a malé části okresu Ústí nad Orlicí, které patřily k Moravě), Plzeňský (celé území kraje), Středočeský (celé území kraje), Ústecký (celé území kraje), Hlavní město Prahu, Vysočinu (necelá polovina území kraje, zbytek patřil k Moravě), a Jihomoravský (pouze Jobova Lhota).
Historické území Čech na severozápadě sousedí s německou spolkovou zemí Svobodným státem Sasko (zabírajícím i většinu Horní Lužice); na severu se Slezskem (resp. s tou jeho částí, která dnes patří Polsku, do roku 1945 Prusku, tedy Německu a do vlády Marie Terezie Rakousku resp. Česku (tehdy země Koruny české), na východě s Moravou, na jihu s rakouskými spolkovými zeměmi Dolní a Horní Rakousy, na jihozápadě s německou spolkovou zemí Svobodný stát Bavorsko.
Do r. 1742 k Čechám patřící Kladsko, hraničící na severovýchodě, je dnes také součást Polska. Kladsko bylo až do 70. let 20. století součástí pražské arcidiecéze.

## Znak a vlajka

Historický znak knížecích Čech (do 1253/62) a znak Přemyslovského rodu

Původní český červenobílý prapor

Znakem Českého knížectví a později království byla od poslední čtvrtiny 12. století černá orlice se zlatou zbrojí položená na stříbrný štít; později obdařená „plaménky“ (nejasného heraldického původu) – odtud označení „plaménková orlice“. Jakožto osobní znamení panovníka se orlice objevovala na štítě hlavního dynastického patrona sv. Václava (zobrazovaného na pečetích a mincích) a proto dostala také název svatováclavská orlice. Postupně se však erb Přemyslovců stával znakem celé země, reprezentované čeledí sv. Václava, tj. vysokou šlechtou. V souvislosti s politickými boji posledních Přemyslovců se zemskou obcí se královský rod začal od užívání plaménkové orlice odklánět a hledat erb nový.
Poprvé se znamení lva (či lvice) objevilo na pečeti moravského markraběte Vladislava Jindřicha z r. 1213. Roku 1247 přijal Přemysl Otakar II. ve stejné funkci tento znak znovu, když se stal králem erb si ponechal. Po jeho smrti si dvouocasého lva přivlastnila česká zemská šlechtická obec. Později se nový symbol státu prosadil definitivně. Od roku 1918 se český lev stal hlavním znakem Československa (v malé, střední i velké verzi), což bylo z právního hlediska výslovně potvrzeno zákonem č. 252/1920 Sb.
Stříbrný český lev je dnes součástí velkého státního znaku České republiky, jakož i znaků krajů Jihočeského, Plzeňského, Karlovarského, Ústeckého, Libereckého, Královéhradeckého, Pardubického, Vysočiny a Středočeského (ten má ve svém znaku i starší znak Čech, plaménkovou orlici umístěnou ve 2. poli). Dvouocasý lev je zobrazen v městských znacích mnoha českých a také několika moravských (Slavkov u Brna, Jihlava, Rousínov, Tišnov, Rožnov pod Radhoštěm) měst. Objevuje se i ve znacích řady jiných měst v sousedních státech, které kdysi náležely pod moc českých králů (např. Žitava, Zhořelec, Kamenec v Německu; Kladsko, Vratislav, Hlubčice, Prudník v Polsku).
Vlajka Čech byla obdélníkového tvaru s poměry délky a šířky 2:3 s dvěma stejně širokými vodorovnými pruhy. Horní pruh byl bílý a dolní červený. Na rozdíl od moravské a slezské je podstatně starobylejší – praporec těchto barev byl používán už v polovině 12. století, za dob krále Vladislava II.; možná ještě dříve (to ale nejspíše v celočerveném provedení). Používala se do konce 1. sv. války. Československá republika vlajku Čech používala jako provizorní státní vlajku do roku 1920; k této vlajce se v rámci ČSFR na krátkou dobu vrátila Česká republika (1990–1992). Převratné události a neklidný politický vývoj závěrečné fáze federace však způsobil, že vlajka se téměř neužívala a řada občanů ani nevěděla že bíločervená vlajka je nyní symbolem České republiky.
Vlajka Čech je barvami, uspořádáním (ale nikoli poměrem stran) totožná s nynější vlajkou Polské republiky. Také je velmi podobná vlajce slovenské Bratislavy.

## Geografie

### Přírodní podmínky

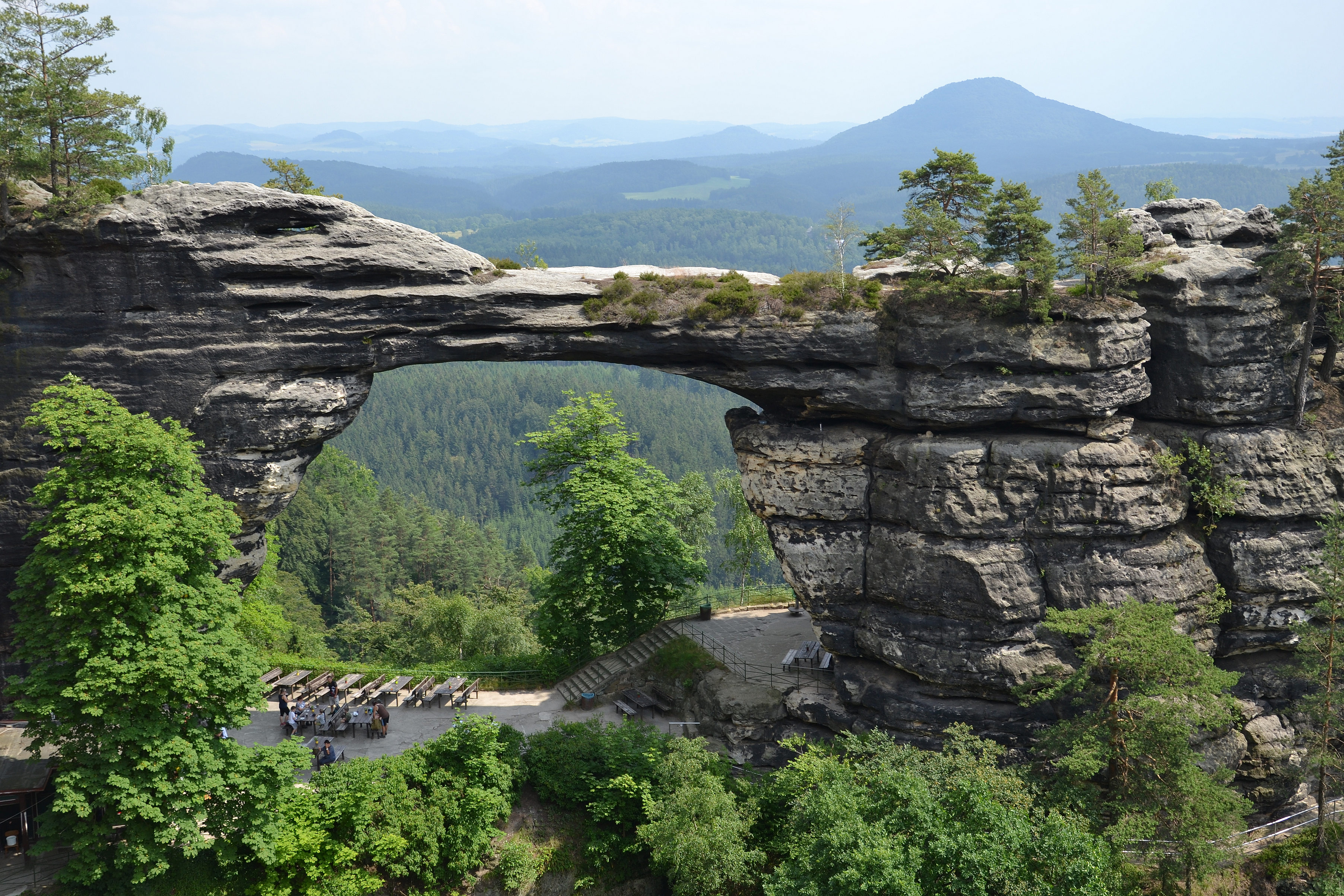
Pravčická brána v severních Čechách

Většinu území tvoří pahorkatiny, v severní polovině pak úrodná nížina kolem Labe, nad níž se vypíná pro Čechy významná, byť nijak zvlášť vysoká hora Říp (456 m). Přirozené hranice pak ze všech stran vytyčuje věnec hor: (od jihovýchodu po směru hodinových ručiček) Novohradské hory, Šumava, Český les, Krušné hory, Lužické hory, Jizerské hory, Krkonoše s nejvyšší horou Sněžkou (1603 m), Orlické hory a na východě rozsáhlá oblast Českomoravské vrchoviny. Geomorfologicky patří celé území k Českému masívu v soustavě Hercynských pohoří.
Víceméně celé území Čech spadá do povodí Labe a úmoří Severního moře. Nejdelší českou řekou nicméně není Labe, ale Vltava (430 km; Labe má na českém území 364 km, z toho od pramene k soutoku s Vltavou 255 km). K dalším důležitým řekám patří Berounka, Otava, Malše, Lužnice, Sázava (částečně na Moravě), Úpa, Orlice, Jizera a Ohře (částečně v Německu, resp. Bavorsku).
Největším jezerem je Černé jezero na Šumavě.

### Významná města
Dvanáct nejvýznamnějších měst podle počtu obyvatel (k 1. 1. 2025):
1. Praha (1 397 880) – hlavní město
2. Plzeň (187 928) – krajské
3. Liberec (108 090) – krajské
4. České Budějovice (97 231) – krajské
5. Hradec Králové (94 311) – krajské
6. Pardubice (92 319) – krajské
7. Ústí nad Labem (90 866) – krajské
8. Kladno (69 664)
9. Most (63 474)
10. Teplice (50 912)
11. Karlovy Vary (49 073) – krajské
12. Mladá Boleslav (47 346)

## Dějiny
Od 3. století př. n. l. žili v Čechách Keltové (kmen Bójů), od 1. století n. l. Germáni (kmen Markomanů). Slované přicházeli ze severovýchodu od 5. století. Podle tradiční historiografie se na území Čech usídlily kmeny Čechů (levý břeh Vltavy ve středních Čechách), Doudlebi (jižní Čechy), Chebané (Chebsko nebo odvození od hradiště Chbany na Lounsku), Sedlčané v horním Poohří, Lučané (Žatecko), na severu Čech Děčané (možná okolí Děčína, ale spíš odvození od hradiště Děčany v Českém středohoří), Milčané, Litoměřici, Pšované a Lemúzi, na severovýchodě Charváti, na východě Zličané. V 7. století se Čechy staly součástí Sámovy říše. Roku 890 se Čechy staly součástí Velkomoravské říše.

### Přemyslovský stát (10.–14. století)
Roku 895 se Čechy odtrhly od Velkomoravské říše, která byla rozvrácena Maďary. V 9. století si v Čechách knížata z dynastie Přemyslovců podrobila většinu ostatních českých kmenových knížat pod svou svrchovanou moc. Tento proces byl dokončen v roce 995, kdy byl vyvražděn rod Slavníkovců.
Morava (pravděpodobně jen její severní část) byla k Čechám poprvé připojena Boleslavem I. kolem roku 965; do té doby byla ve sféře vlivu Maďarů. Po rozpadu říše Boleslavů koncem 10. století připadla pod svrchovanost nově vzniklého polského státu. Nakonec byla připojena k Čechám v roce 1019 (či 1029) Oldřichem. Obě země se dále vyvíjely společně a až do konce 12. stol. byly chápány (a nazývány) jako jedno panství (terra Bohemiae, regnum Bohemiae). V roce 1002 připadly pod svrchovanost Říše římské (později nazývané „Svatá“); v jejím rámci si ale uchovaly mimořádné postavení.
Přes velké úsilí se nezdařilo až do r. 1198 získat pro Čechy královský titul (dva panovníci, Vratislav II. a Vladislav II., jej obdrželi od císařů Říše jen pro svou osobu); zřízení arcibiskupství (jeden ze znaků středověké státnosti) se dokonce povedlo až r. 1344.

### V rámci České koruny (14.–19. století)
Za panování Karla IV. se Čechy roku 1348 staly centrem („hlavou“) nově ustaveného soustátí Koruny české. V 15. století Čechy zachvátily husitské války, jež měly dopad i na ostatní korunní celky. Po jejich skončení zůstala země (spolu s Moravou a Opavskem) nábožensky rozdělena na utrakvistickou/protestantskou a katolickou část obyvatel (poměr cca 85:15 %). Politicky byla izolována (evropská reformace začala až o století později) a hospodářsky zchudla. Po dlouhém bezvládí (1419–1453; s krátkými epizodami vlády Zikmunda Lucemburského a Albrechta Habsburského) nastoupila konečně etapa zklidnění a hospodářského rozmachu za éry Jiřího z Poděbrad, nejprve jako zemského správce, později krále. Jeho snaha o stmelení uvolněných vazeb mezi zeměmi Koruny a posílení mezinárodního významu českého státu však nedošla trvalého úspěchu, kvůli neustálému tlaku papežství a následným válkám s jeho bývalým zetěm, uherským králem Matyášem Korvínem. Jiří nestačil boj se samozvaným vzdorokrálem završit a na jeho doporučení zvolený syn polského krále a zároveň synovec Ladislava Pohrobka Vladislav II. Jagellonský se ukázal být neschopným panovníkem. Kvality (po)husitských válečníků zachránily zemi od porážky, ale na vytlačení Korvínových perfektně cvičených vojsk z ostatních zemí Koruny to nestačilo. Nakonec si vládu rozdělili Olomouckým mírem, který stvrdil patovou situaci a roztržení českých zemí (Morava v letech 1469/71–1490 spadala, spolu se Slezskem a obojí Lužicí, pod vládu Uher).

#### Pobělohorské období

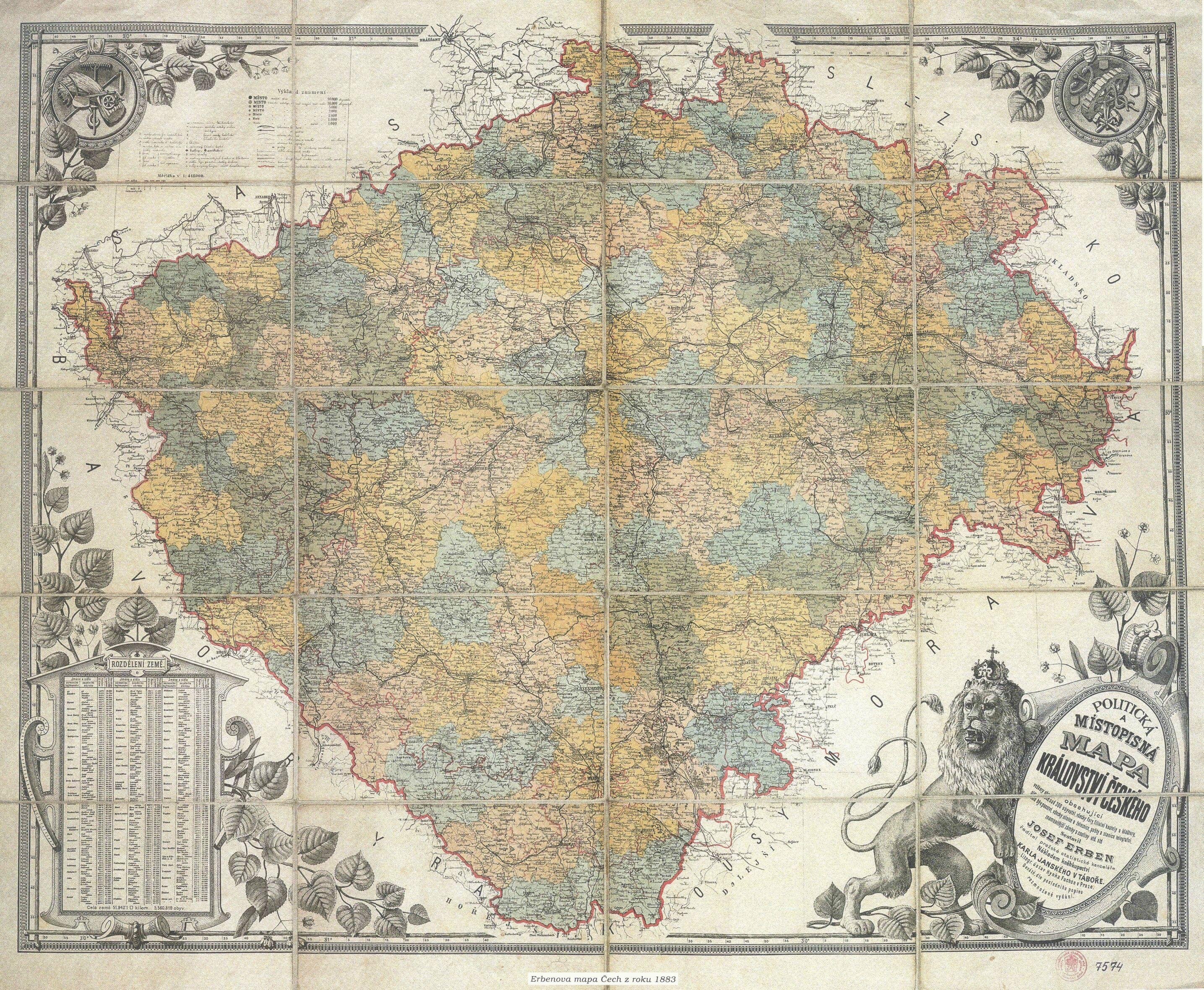
Erbenova mapa Čech z roku 1883

Za dynastie Habsburků se Čechy staly jednou z autonomních korunních zemí rozsáhlé Habsburské monarchie. Morava a Slezsko byly mezi habsburskými zeměmi sice vyjmenovávány samostatně, ale byly vedlejšími zeměmi České koruny. Panovník byl markrabětem moravským a vévodou slezským z titulu českého krále. (Habsburkové v době vlády v Čechách používali současně titulu císař, tím se však myslel císař Svaté říše římské, později císař rakouský). V 19. století docházelo na území Čech k národnostním rozepřím mezi Čechy a Němci, které se projevovaly také v Českém zemském sněmu, jehož akceschopnost vážně narušovaly. V důsledku těchto rozepří proto roku 1913 císař František Josef I. Anenskými patenty volený zemský sněm a jeho výkonný orgán, zemský výbor, rozpustil a nahradil je jím jmenovanou zemskou správní komisí, což fakticky znamenalo konec politické autonomie Čech.

### Po vzniku ČSR
Na konci první světové války se 28. října 1918 Čechy jako země Česká staly součástí nově vzniklého Československa. 31. července 1920 pak byly k Čechám připojeny i do té doby dolnorakouské České Velenice s okolím, Západní Vitorazsko (dnes nazývané Vitorazsko). Vládním nařízením č. 315/1924 z 23. prosince 1924 byla k 1. lednu 1925 k Čechám připojena do té doby moravská osada Nedvězíčko. Za první republiky byla v roce 1927 opuštěna myšlenka rozdělit historické země na župy. Od 1. prosince 1928 bylo do čela země České postaveno volené zemské zastupitelstvo. Čechy byly jednou ze čtyř zemí, na které se území republiky dělilo (země Česká, země Moravskoslezská, země Slovenská a země Podkarpatoruská. Roku 1938 bylo po podpisu Mnichovské dohody Československo nuceno odstoupit nacistickému Německu i pohraniční území Čech. Zbytek Čech pak byl německými vojsky obsazen 15. března 1939 a následující den se stal součástí Protektorátu Čechy a Morava. Nařízením protektorátní vlády č. 388/1940 „O některých změnách obvodů zemských úřadů v Praze a v Brně“ z 26. září 1940 byly k 1. listopadu 1940 východní a jihovýchodní části Čech v okolí Polné, Přibyslavi, Štoků, Svojanova a Jindřichova Hradce připojeny k zemi Moravskoslezské. Důvodem pro tyto změny byl především tlak obyvatelstva německého ostrůvku na Jihlavsku. S koncem druhé světové války se Čechy ve svých původních hranicích staly opět zemí obnoveného Československa.
Po únoru 1948 byla v Československu schválena radikální správní reforma a k 1. lednu 1949 přestaly Čechy existovat jako územně správní celek. Území Čech bylo rozděleno mezi nově vytvořené centralisticky spravované kraje, které již nerespektovaly původní zemské hranice s Moravou. Tento stav byl konzervován i ve správní reformě zavedené od 1. července 1960 a v roce 2000.

## Územní správa
Na konci 14. století se začaly rodit zárodky pozdějších krajů. Nejprve vzniklo 12 berních obvodů, které se po polovině 15. století přeměnily na stálé kraje. V čele krajů stáli tzv. poprávci (iudices provinciales) a dva krajští hejtmani. Jména krajů:
1. kouřimský (pražský)
2. slánský – neměl poprávce
3. žatecký
4. bechyňský
5. prácheňský (písecký) – v Písku sídlil kmet; byl spojen s vltavským děkanátem a podbrdskou cúdou
6. plzeňský
7. rakovnický – neměl poprávce
8. litoměřický
9. boleslavský
10. hradecký
11. chrudimský – byl spojen s mýtským děkanátem
12. čáslavský

K tomu existovaly ještě 4 tzv. vnější kraje:
1. Loketsko
2. Trutnovsko
3. Žitavsko – brzo zaniklo
4. Kladsko – od roku 1459 hrabství

Zvláštní správní jednotkou bylo také (až do 18. století) Chebsko, s Čechami svázané pouze personální unií.
V roce 1714 byla provedena územní reforma:
- slánský kraj zanikl připojením k rakovnickému kraji a do Slaného bylo přeloženo sídelní město,
- k žateckému kraji bylo připojeno Loketsko a Chebsko,
- berounský kraj vznikl vydělením Vltavska a Podbrdska z píseckého kraje,
- z litoměřického kraje bylo odděleno mělnické panství,
- k boleslavskému kraji byla připojena část brandýského panství a celé mělnické panství.

V roce 1751 bechyňský kraj rozdělen na podíl táborský a budějovický, plzeňský na podíl plzeňský a klatovský, žatecký na podíl žatecký a loketský a hradecký na podíl hradecký a bydžovský.
V roce 1849 byla provedena radikální reforma, kdy zůstalo pouze 7 krajů (krajských vlád) a 13 zemských (tj. krajských) soudů. V roce 1854 byla provedena nová reforma: bylo zřízeno 13 krajů a 15 krajských soudů. V roce 1862 bylo krajské zřízení zrušeno.

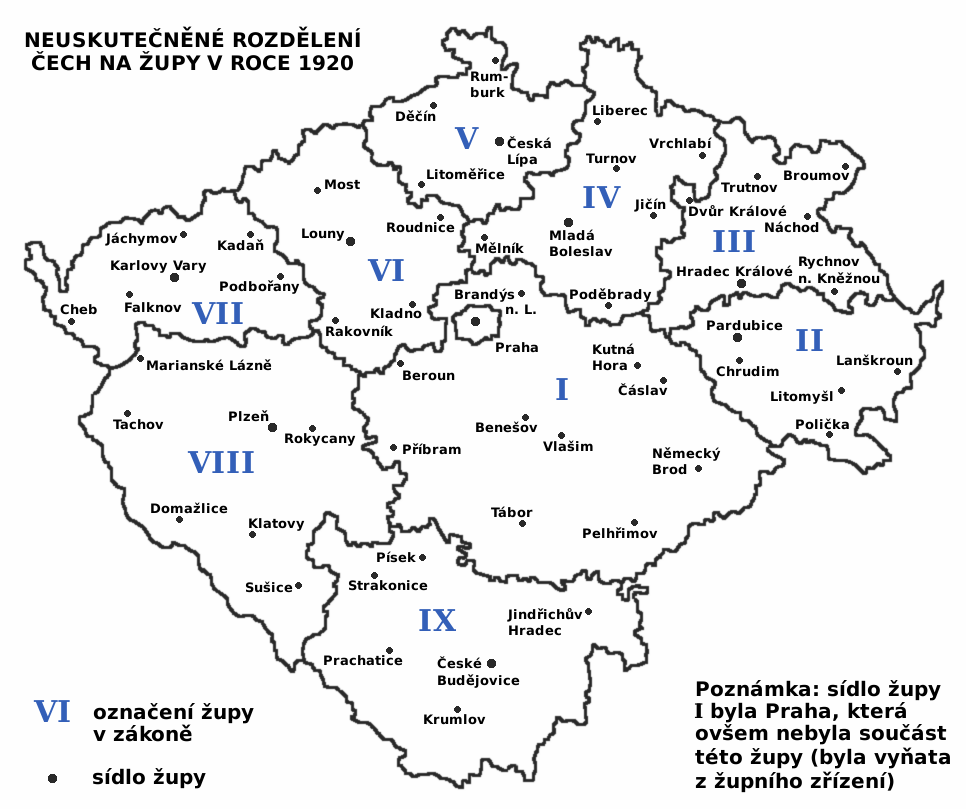
Nerealizované členění Čech na župy podle zákona o župním členění z roku 1920

Roku 1920 byl přijat zákon o župním členění Československa, který byl však realizován pouze na Slovensku a Podkarpatské Rusi. V Čechách, na Moravě a ve Slezsku se však proti němu zvedla vlna nevole, a tak v těchto zemích nevstoupil v platnost. Na jeho základě měly být Čechy rozděleny na 9 žup a území Prahy, přičemž měla být i nadále důsledně respektována historická zemská hranice Čech a Moravy, ovšem země by jako správní celky byly zrušeny.
Dne 24. prosince 1948 bylo zavedeno členění na kraje, které však již nemělo s historickými kraji nic společného rozsahem krajů, ani jejich postavením či pravomocemi. K 1. červenci 1960 pak vstoupila v platnost další správní reforma, kterou byly hranice krajů i počet krajů změněny. V roce 1990 byly zrušeny krajské národní výbory, které byly obecnými správními úřady, avšak kraje jako takové zrušeny nebyly. V nové podobě byly kraje vytvořeny roku 2000 na základě zákona z roku 1997, přičemž se nové kraje do určité míry kryjí s kraji existujícími v letech 1948–1960. Členění na kraje z roku 1960 dodnes existuje ve vymezení územních obvodů soudů a správních obvodů pro zvláštní státní správu (např. daňovou).

## Obyvatelstvo
Podobně jako u rozlohy, i v počtu obyvatel představují Čechy přibližně 2/3 dnešního Česka. Etnicky jsou Čechy poměrně jednolité, obývají je naprosto převážně Češi. Do roku 1945 tomu tak nebylo. Od 11. století se datuje židovské osídlení; zpočátku výlučně v Praze, v dalších staletích se rozšířilo i do jiných měst a vesnic. Již od druhé čtvrtiny 13. století byly neobydlené pohraniční hvozdy na pozvání českých panovníků kolonizovány německým obyvatelstvem. Před druhou světovou válkou tvořili velmi významnou menšinu, po válce však byla většina Němců vysídlena. Pohraničí osiřelo, místo Němců tam částečně zaujali např. Slováci, slovenští a maďarští Romové, Maďaři, repatriovaní Volyňští Češi, Rumuni, Řekové a další obyvatelé Východní Evropy. Stovky obcí byly úplně zbořeny, nebo zůstaly opuštěnými místy a spolu s rozsáhlými polnostmi, loukami a rekreačními centry zarostly lesem. U hranic se Západním Německem a s Rakouskem bylo vytvořeno pro většinu obyvatel nepřístupné pohraniční pásmo.

## Náboženství

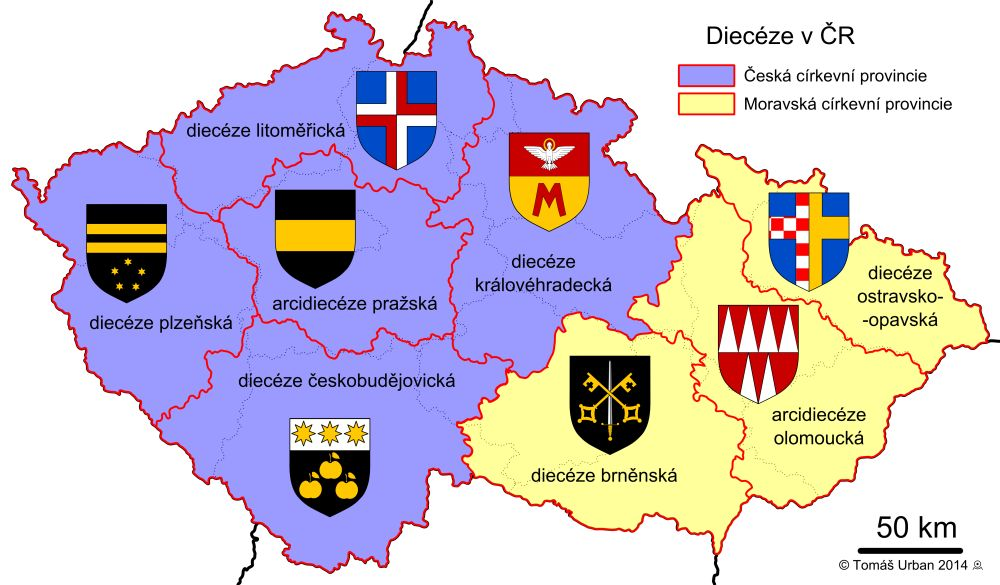
Mapa ČR s vyznačením římskokatolických diecésí – Česká církevní provincie je vyznačena modře

Stejně jako celá Česká republika, patří Čechy k evropským regionům vykazujícím nejmenší procento obyvatelstva hlásící se k náboženskému vyznání. Nejpočetnější církví v Čechách s úplnou farní organisací je církev římskokatolická, ke které se hlásí asi 10 % obyvatelstva, druhou nejpočetnější církví je pak na většině míst v Čechách církev československá (husitská), někde českobratrská církev evangelická, přičemž v Plzeňském kraji je druhou nejsilnější církví pravoslavná církev[zdroj?]. Religiosnější jsou obecně oblasti na jih a jihovýchod od Prahy, především západní část kraje Vysočina, část Pardubického kraje, ve středních Čechách okres Benešov a část jižních Čech, především na jih a jihozápad od Českých Budějovic. Za nejméně religiosní oblasti se považují okresy především na severozápad od Prahy a obecně tzv. Sudety (Karlovarský, Ústecký či Liberecký kraj). V nejreligiosnějších oblastech je podíl věřících okolo 25–30 %, v nejméně náboženských krajích pak pod 10 %.
V římskokatolické církvi patří celé Čechy (jako historická zem) do české církevní provincie a dělí se na arcidiecési pražskou, diecési českobudějovickou, královéhradeckou, plzeňskou a litoměřickou. Dříve též existovala diecése litomyšlská. Hlavou katolické církve v Čechách (primasem českým) je J.Ex. Jan Graubner, arcibiskup pražský.